# Liste des personnalités sanctionnées pendant la guerre russo-ukrainienne
 (février 2024).
La guerre russo-ukrainienne donne lieu à un certain nombre de sanctions contre des personnalités entre la Russie et le bloc occidental, c'est-à-dire l'Union européenne, mais également les États-Unis, le Canada, la Suisse, l'Australie, etc. Ces sanctions contre des personnalités politiques et économiques se font en parallèle d'autres sanctions plus systémiques, tant économiques qu'institutionnelles, contre la Russie et dans l'autre sens contre le bloc occidental comme par exemple l'embargo alimentaire russe de 2014.

## Personnalités sanctionnées par l'Union européenne (2014-2022)
Ci-dessous sont listées les personnalités sanctionnées par l'Union européenne au 15 mars 2022.

### Liste des sanctions à l'encontre de personnalités criméennes
- Sergueï Aksionov, à l'époque président du conseil des ministres de la république de Crimée, inscrit le 17 mars 2014 ;
- Denis Berezovski, commandant des forces armées de la république autonome de Crimée, inscrit le 17 mars 2014 ;
- Igor Sergueïevitch Chevtchenko, procureur de la ville autonome de Sébastopol, inscrit le 12 mai 2014 ;
- Vladimir Constantinov, président du Conseil d'État de la république de Crimée ;
- Iouri Jerebtsov, conseiller du président du Conseil des ministres de la république de Crimée ;
- Oleg Kozioura, chef du service des migrations de la fédération de Russie pour la ville autonome de Sébastopol ;
- Mikhaïl Malychev, président de la commission électorale centrale de la république de Crimée ;
- Valery Medvedev, président de la commission électorale de la ville de Sébastopol ;
- Sergueï Menyaïlo, gouverneur par intérim de Sébastopol ;
- Natalia Vladimirovna Poklonskaïa procureur de la république de Crimée, inscrite le 12 mai 2014 ;
- Alexeï Tchaly, à l'époque maire de Sébastopol, aujourd'hui président du conseil de coordination administratif de Sébastopol ;
- Roustam Temirgaliev, premier président adjoint du Conseil des ministres de la république de Crimée ;
- Piotr Iaroch, chef du service des migrations de la fédération de Russie pour la république de Crimée ;
- Piotr Zima, chef du service de sécurité de la république de Crimée ;
- Sergueï Vadimovitch Abissov soi‐disant « ministre de l’intérieur de la “république de Crimée” » nommé par le président de la Russie (décret no 301) le 5 mai 2014, inscrit le 30 juillet 2014.

#### Liste des sanctions à l'encontre de personnalités politiques ou de hauts fonctionnaires russes
- Oleg Belaventsev (en), représentant plénipotentiaire du président de la fédération de Russie dans l'okroug fédéral de Crimée ;
- Sergueï Besseda, directeur du 5e département du FSB ;
- Alexandre Bortnikov, directeur du FSB ;
- Evgueni Bouchmine (en), vice-président du Conseil de la fédération ;
- Vladimir Chamanov, commandant des troupes aéroportées de la fédération de Russie ;
- Sergueï Degtariov, député à la Douma d'État :
- Vladimir Djabarov, premier vice-président du comité du Conseil de la fédération, chargé des Affaires étrangères ;
- Mikhaïl Fradkov, directeur du renseignement extérieur ;
- Vladimir Chamanov, commandant des troupes aéroportées de la fédération de Russie :
- Lioudmila Chvetsova (en), vice-présidente de la Douma ;
- Alexandre Viktorovitch Galkine, commandant des forces armées de la région militaire du Sud ;
- Sergueï Glazyev (en), conseiller du président de la fédération de Russie ;
- Boris Gryzlov, membre du Conseil de sécurité ;
- Valéri Guérassimov, chef de l'état-major de la fédération de Russie, premier vice-ministre de la Défense de la fédération de Russie ;
- Sergueï Jelezniak, vice-président de la Douma d'État ;
- Ramzan Kadyrov, président de la Tchétchénie ;
- Dmitri Kisselev, journaliste, directeur-général de l'agence Rossiya Sevodnia (Russie Aujourd'hui) ;
- Andreï Klimas, président du comité du Conseil de la fédération chargé de la législation constitutionnelle ;
- Olga Kovotidi (en), membre du Conseil de la fédération, présidente de l'organe exécutif de l'administration d'État de la république de Crimée ;
- Valeriy Koulikov, commandant adjoint de la flotte de la mer Noire de la fédération de Russie ;
- Dmitri Kozak, vice-président de l'administration du président de la fédération de Russie ;
- Dmitri Ievguenevitch Koulikov, Expert de la commission de la Douma d’État russe chargée des affaires de la CEI et des relations avec les compatriotes, Producteur de films, présentateur de télévision et de radio, membre du Conseil public qui relève du ministère de la défense de la fédération de Russie ;
- Valentina Matvienko, présidente du Conseil de la fédération ;
- Sergueï Mironov, chef du parti Russie Juste à la Douma ;
- Elena Mizoulina, présidente de la commission parlementaire de la Douma à propos des questions de la famille, de la femme et de l'enfant ;
- Sergueï Narychkine, ancien président de la Douma d'État ;
- Sergueï Neverov (en), vice-président de la Douma ;
- Alexandre Nossatov, chef d'état-major ; premier commandant adjoint de la flotte de la mer Noire de la fédération de Russie ;
- Rachid Nourgaliev, vice-directeur du Conseil de sécurité ;
- Victor Ozerov (en), président de la commission du Conseil de la fédération à propos de la défense et de la sécurité ;
- Oleg Panteleïev, premier vice-président de la commission du Conseil de la fédération de Russie à propos du règlement et de l'organisation du parlement ;
- Sergueï Pintchouk, amiral russe ;
- Nikolaï Patrouchev, secrétaire du Conseil de sécurité ;
- Vladimir Pliguine, président de la commission parlementaire de la Douma à propos de la législation constitutionnelle ;
- Dmitri Rogozine, vice-président du gouvernement russe ;
- Nikolaï Ryjkov, membre du Conseil de la fédération ;
- Oleg Savelyev, ministre de la fédération de Russie chargé de la Crimée ;
- Igor Sergoun, chef de l'administration centrale de l'état-major des forces armées de la FR ;
- Anatoli Sidorov, commandant des forces armées de la région militaire de l'Ouest ;
- Leonid Sloutski, président de la commission de la Douma à propos de la CEI ;
- Vladislav Sourkov, assistant du président de la FR ;
- Alexandre Tkatchev, gouverneur du kraï de Krasnodar ;
- Alexandre Totoonov, membre du Conseil de la fédération ;
- Igor Tourtchenok, commandant adjoint des forces armées de la région militaire du Sud ; général-colonel ;
- Sergueï Tsekov, membre du Conseil de la fédération ;
- Alexandre Vitko, commandant de la flotte de la mer Noire de la fédération de Russie, vice-amiral ;
- Viatcheslav Volodine, premier directeur adjoint de l'administration du président de la fédération de Russie.

### Liste des sanctions à l'encontre de personnalités du monde des affaires russes
- Roman Abramovitch, oligarque proche de Vladimir Poutine, actionnaire principal d’Evraz, ancien gouverneur de Tchoukotka ;
- Nikolaï Chamalov, actionnaire de la banque Rossiya Bank ;
- Suleïman Abousaïdovitch Kerimov, Propriétaire du groupe financier et industriel Nafta Moscow ;
- German Borissovitch Khan, oligarque proche de Vladimir Poutine et l’un des principaux actionnaires d’Alfa Group ;
- Tigran Khoudaverdyan, Directeur exécutif et directeur général adjoint chez Yandex NV ;
- Iouri Kovaltchouk, actionnaire de la banque Rossiya Bank ;
- Alexeï Viktorovitch Kouzmitchev, oligarque proche de Vladimir Poutine et l’un des principaux actionnaires d’Alfa Group ;
- Konstantin Malofeïev, homme d'affaires ;
- Alexandre Alexandrovitch Mikheïev, PDG de JSC Rosoboronexport ;
- Vladimir Valerievitch Rachevski, PDG et administrateur d’EuroChem Group AG ;
- Viktor Filippovitch Rachnikov, oligarque. Propriétaire, président du conseil d’administration et président du comité de planification stratégique de Magnitogorsk Iron & Steel Works (MMK) ;
- Andreï Valerievitch Rioumine, Directeur exécutif de Rosseti PJSC ;
- Arkadi Rotenberg, homme d'affaires ;
- Marina Vladimirovna Setchina, Propriétaire de la société LLC "Stankoflot" ;
- Alexandre Nikolaïevitch Chokhine, Président de l’Union russe des industriels et entrepreneurs, Vice-président du conseil d’administration de Mechel PAO, Membre du bureau du Conseil suprême du parti politique "Russie unie".

### Liste des sanctions contre des personnalités russes
- Konstantin Lvovitch Ernst, PDG de Channel One Russia ;
- Armen Soumbatovitch Gasparyan, Chroniqueur, propagandiste, membre du conseil de "Russia Today" ;
- Artem Grigorievitch Cheïnine, Propagandiste russe et animateur de l’émission-débat "Vremya Pokazhet" ("Le temps le dira") sur la première chaîne (Channel One), contrôlée par l’État russe ;
- Ahmed Tchataev[2], djihadiste tchétchène et réfugié politique en Autriche, suspecté d'être le cerveau de l'attentat d'Istanbul du 28 juin 2016.

### Liste des personnalités ukrainiennes ou impliquées sur le territoire ukrainien
- Vladimir Antioufeïev, chargé de l'administration dans le domaine de la sécurité à Donetsk ;
- Marat Bachirov, Premier ministre de la république populaire de Lougansk ;
- Mykhaïlo Holoubovytch  de la république populaire de Lougansk ;
- Fiodor Berezine, vice-ministre de la Défense de la république populaire de Donetsk ;
- Igor Bezler, chef de la force d'autodéfense de Gorlovka ;
- Valéri Bolotov, gouverneur autoproclamé de l'oblast de Lougansk ;
- Alexandre Borodaï, ancien Premier ministre de la république populaire de Donetsk ;
- Pavel Goubarev, chef du recrutement des forces d'autodéfense de la république populaire de Donetsk ;
- Ekaterina Goubareva, épouse du précédent, chargée des affaires internationales ;
- Youri Ivakine, ministre de l'Intérieur de la république populaire autoproclamée de Lougansk ;
- Viktor Ianoukovytch, ancien chef de l'Etat ;
- Oleksandr Ianoukovytch, son fils[3] ;
- Ihor Kalinin, ancien responsable politique et conseiller[4] ;
- Alexandre Kaliousski, vice-Premier ministre de la république populaire autoproclamée de Donetsk ;
- Valeri Kaourov, président de l'Union des citoyens orthodoxes d'Ukraine ;
- Alexeï Kariakine (en), président du Conseil suprême de la république populaire autoproclamée de Lougansk ;
- Igor Kakidzianov (en), un des chefs de la république populaire autoproclamée de Donetsk ;
- Alexandre Khryakov, ministre de l'Information de la république populaire de Donetsk ;
- Alexandre Khodakovski, responsable de la sécurité de la république populaire de Donetsk ;
- Oleksandr Klymenko ancien ministre ukrainien.
- Nikolaï Kozitsine, commandant des cosaques de la république populaire autoproclamée de Donetsk ;
- Roman Liaguine, chef de la commission électorale de la république populaire autoproclamée de Donetsk ;
- Alexandre Malykine, chef de la commission électorale de la république populaire autoproclamée de Lougansk ;
- Alexeï Mozgovoï (en), un des chefs rebelles de l'oblast de Lougansk ;
- Vassili Nikitine, premier vice-Premier ministre de la république populaire autoproclamée de Lougansk ;
- Igor Plotnitski, ministre de la Défense de la république populaire autoproclamée de Lougansk ;
- Viatcheslav Ponomarev, ancien maire de Sloviansk ;
- German Prokopiev, un des chefs rebelles de l'oblast de Lougansk ;
- Andreï Pourguine, un des chefs rebelles de la république populaire autoproclamée de Donetsk ;
- Denis Pouchiline, président du gouvernement de la république populaire autoproclamée de Donetsk ;
- Igor Strelkov (Guirkine), à l'époque chef des forces armées de la république populaire de Donetsk ;
- Oleg Tsarev, chef du mouvement « Sud-Est », député de la Rada ukrainienne ;
- Sergueï Tsyplakov, un des chefs de la rébellion du Donbass ;
- Alexandre Zakhartchenko, Premier ministre de la république populaire de Donetsk ;
- Sergueï Zdryliouk, un des chefs rebelles du Donbass.

## Personnalités sanctionnées par la Russie
La fédération de Russie publie le 20 mars 2014 et le 24 mars 2014 une liste de personnalités interdites de séjour en Russie dans le cadre de la crise ukrainienne en réponse à la liste des sanctions américaines, canadiennes et européennes à l'encontre de la Russie.
| Nom                     | Fonction | Pays       | Sanction émise par | Sanction               | du           | jusqu'au                 |
| ----------------------- | --- | ---------- | ------------------ | ---------------------- | ------------ | ------------------------ |
| Caroline Atkinson (en)  | conseillère pour la sécurité nationale auprès du président des États-Unis                                          | États-Unis | Russie             | Interdiction de séjour | 20 mars 2014 |                          |
| Daniel Pfeiffer (en)    | conseiller pour la stratégie et la communication auprès du président des États-Unis                                | États-Unis | Russie             | Interdiction de séjour | 20 mars 2014 |                          |
| Benjamin Rhodes (en)    | conseiller pour la stratégie et la communication auprès du président des États-Unis                                | États-Unis | Russie             | Interdiction de séjour | 20 mars 2014 |                          |
| Harry Reid              | conseiller auprès du président des États-Unis                                                                      | États-Unis | Russie             | Interdiction de séjour | 20 mars 2014 | 28 décembre 2021 (décès) |
| John Boehner            | président de la Chambre des représentants des États-Unis                                                           | États-Unis | Russie             | Interdiction de séjour | 20 mars 2014 |                          |
| Robert Menendez         | président du comité des affaires étrangères du Sénat des États-Unis, membre du Parti démocrate                     | États-Unis | Russie             | Interdiction de séjour | 20 mars 2014 |                          |
| Mary Landrieu           | sénatrice, membre du Parti démocrate                                                                               | États-Unis | Russie             | Interdiction de séjour | 20 mars 2014 |                          |
| Dan Coats               | sénateur, membre du Parti républicain                                                                              | États-Unis | Russie             | Interdiction de séjour | 20 mars 2014 |                          |
| John McCain             | sénateur, membre du Parti républicain, candidat à l'élection présidentielle de 2008                                | États-Unis | Russie             | Interdiction de séjour | 20 mars 2014 | 25 août 2018 (décès)     |
| Christine Hogan (en)    | conseillère du Premier ministre pour la politique étrangère et la défense                                          | Canada     | Russie             | Interdiction de séjour | 24 mars 2014 |                          |
| Wayne Wouters (en)      | secrétaire général du Conseil privé de la Reine pour le Canada et secrétaire de cabinet                            | Canada     | Russie             | Interdiction de séjour | 24 mars 2014 |                          |
| Jean-François Tremblay  | secrétaire de cabinet                                                                                              | Canada     | Russie             | Interdiction de séjour | 24 mars 2014 |                          |
| Andrew Scheer           | président de la Chambre des communes                                                                               | Canada     | Russie             | Interdiction de séjour | 24 mars 2014 |                          |
| Peter Van Loan          | leader du gouvernement à la Chambre des communes                                                                   | Canada     | Russie             | Interdiction de séjour | 24 mars 2014 |                          |
| Raynell Andreychuk (en) | président du comité du commerce international au Sénat                                                             | Canada     | Russie             | Interdiction de séjour | 24 mars 2014 |                          |
| Dean Allison            | président du comité du commerce international à la Chambre des communes                                            | Canada     | Russie             | Interdiction de séjour | 24 mars 2014 |                          |
| Paul Dewar              | vice-président du comité du commerce international à la Chambre des communes, membre du Nouveau Parti démocratique | Canada     | Russie             | Interdiction de séjour | 24 mars 2014 | 6 février 2019 (décès)   |
| Irwin Cotler            | président du sous-comité des Droits de l'Homme à la Chambre des communes, président du Congrès juif canadien       | Canada     | Russie             | Interdiction de séjour | 24 mars 2014 |                          |
| Ted Opitz (en)          | membre du Parti conservateur à la Chambre des communes                                                             | Canada     | Russie             | Interdiction de séjour | 24 mars 2014 |                          |
| Chrystia Freeland       | membre du Parti libéral à la Chambre des communes                                                                  | Canada     | Russie             | Interdiction de séjour | 24 mars 2014 |                          |
| James Bezan             | membre du Parti conservateur à la Chambre des communes                                                             | Canada     | Russie             | Interdiction de séjour | 24 mars 2014 |                          |
| Paul Grod (en)          | président du Congrès canadien ukrainien                                                                            | Canada     | Russie             | Interdiction de séjour | 24 mars 2014 |                          |